# Samantha Fox (actrice pornographique)
Pour les articles homonymes, voir Fox.
Ne doit pas être confondu avec la chanteuse anglaise Samantha Fox.
Samantha Fox, nom de scène de Stasia Micula (née le 3 décembre 1950 à New York, morte le 22 avril 2020 dans la même ville) est une actrice pornographique et de série B américaine.

## Biographie
Elle est la fille de Stanley Micula, un diplomate, et d'Elizabeth Johnston Jones, une immigrante écossaise qui travaillait comme comptable. Stasia, l'aînée de cinq enfants, a une sœur jumelle et sa famille voyage beaucoup à l'étranger dans le cadre de missions des Nations unies.
Elle fut élève du Sarah Lawrence College. Elle épouse un dentiste nommé John Block. Le couple commence à consommer régulièrement de la drogue et lorsqu'il commence à abuser de Stasia, elle cherche une issue. Une connaissance suggère le mannequinat nu pour gagner de l'argent rapidement.

## Carrière
Fox fait à la fois des films pornographiques et de série B (comédie, drame et horreur), avant de prendre sa retraite dans les années 1980 pour travailler comme professeur de fitness. Malgré des hauts et des bas, dont la toxicomanie, elle a une carrière lucrative, notamment en tant qu'égérie du réalisateur Chuck Vincent.
Fox commence sa carrière dans l'industrie du porno en 1975. Avec l'encouragement de son mari de l'époque, Fox pose pour des magazines pour adultes comme Cheri et Hustler. Elle est brièvement prostituée. L'année suivante, Fox est découverte par une société de production cinématographique lorsqu'elle frappe accidentellement à la porte de l'entreprise, pensant qu'il s'agit d'un magazine. Elle est recrutée pour du porno sur place. Son premier film est Here Comes the Bride en 1977, suivi d’Oddysex avec le réalisateur Gerard Damiano.
Elle joue dans le film Bad Penny de Chuck Vincent en 1978 et continue à travailler avec Vincent tout au long de sa carrière dans des films porno et conventionnels. En 1978, elle rencontre Bobby Astyr, sur le tournage de Double Your Pleasure. Malgré un premier abord froid, Fox et Astyr sortent ensuite ensemble et resteront en couple pendant 24 ans jusqu'à la mort d'Astyr d'un cancer du poumon en 2002. Fox partage la vedette dans Tigresses And Other Man-Eaters en 1979. C'est le premier film de Ron Jeremy, Fox est la première actrice avec qui il fait du cinéma pornographique.
Dans les années 1980, Fox vit à New York, partageant une chambre avec sa collègue actrice Kelly Nichols. Fox est toxicomane, dépensant la majeure partie de son revenu en drogue. En 1980, Fox partage la vedette avec Jack Wrangler dans le porno Jack 'n Jill réalisé par Vincent. C'est leur premier film ensemble. Ils vivent ensemble pendant une semaine « jouant mari et femme » pour se préparer à l'échangisme entre concubins. Pour son rôle, Fox remporte le prix de la meilleure actrice de l'Adult Film Association of America (AFAA).
En mars 1981, Fox déclare être une ancienne toxicomane et qu'elle est abstinente depuis un an et demi. Quelques mois plus tard, elle remporte son deuxième prix AFAA de la meilleure actrice pour This Lady is a Tramp. En 1981, elle joue dans Centerfold Fever avec Tiffany Clark, Kandi Barbour, Ron Jeremy et d'autres.
En 1982, elle partage la vedette dans The Devil in Miss Jones 2, la suite de The Devil in Miss Jones. Cette même année, elle partage la vedette dans Roommates, jouant le rôle d'une call-girl qui cherche à quitter le travail du sexe pour travailler à la télévision.
Fox joue le rôle principal dans le film d'horreur A Night to Dismember réalisé par Doris Wishman sorti en 1983. L'un de ses derniers films pour adultes est en 1984, Jack & Jill 2, la suite, toujours avec Jack Wrangler. Fox est alors à nouveau aux prises avec la toxicomanie et commence à se désintoxiquer ; en même temps, elle souffre d'une pneumonie. Elle décide de se retirer du porno.
En 1985, Fox est inculpé par le gouvernement fédéral dans l'Utah, car les enfants de l'Utah pouvaient appeler un numéro de téléphone rose et entendre des enregistrements sexuellement explicites que Fox avait faits. Les accusations sont abandonnées. Trois ans plus tard, la loi fédérale sur la décence par téléphone est adoptée, interdisant le téléphone rose à l'échelle fédérale. Cette même année, elle a des rôles dans Streetwalkin' et Playgirl.
Fox continue à jouer dans des films grand public, est une vedette dans le film Warrior Queen de Chuck Vincent en 1987 aux côtés de Sybil Danning.

## Retraite et décès
Après avoir quitté l'industrie cinématographique, Fox va au Hunter College pour suivre une formation de kinésithérapie et travaille comme professeur de condition physique. En 2002, elle est intronisée au AVN Hall of Fame.
Fox vit dans l'East Village à New York. Elle meurt d'une maladie cardiovasculaire liée à des complications de la maladie à coronavirus 2019 à son domicile le 22 avril 2020.